# Lista de membros associados da Academia Brasileira de Ciências empossados em 1979
Esta lista contém os nomes dos membros associados da Academia Brasileira de Ciências empossados em 1979.
A categoria de associados foi extinta na reforma estatutária ocorrida em 1999. Ambas as categorias titular e associado são de caráter vitalício.
| Imagem | Nome                    | Datas de nascimento e falecimento | Local de nascimento     | Área de especialização | Alma mater | Data de posse       | Conhecido por | Referências |
| ------ | ----------------------- | --------------------------------- | ----------------------- | ---------------------- | ---------- | ------------------- | ------------- | ----------- |
|        | Carminda da Cruz Landim | 06 de setembro de 1935            | Beira Litoral, Portugal | Ciências Biológicas    | USP        | 27 de março de 1979 |               | [ 3 ]       |
|        | Olácio Dietzsch         | 25 de fevereiro de 1938           |                         | Ciências Físicas       | USP        | 27 de março de 1979 |               | [ 4 ]       |